# Campo irrotazionale
In analisi matematica e nel calcolo vettoriale un campo vettoriale {\displaystyle {\vec {V}}:\mathbb {R} ^{3}\rightarrow \mathbb {R} ^{3}} si dice campo irrotazionale se il suo rotore è nullo:
{\displaystyle \nabla \times {\vec {V}}={\vec {0}}\,.}
Ricordando che il rotore può essere espresso come:
{\displaystyle \nabla \times {\vec {V}}={\mbox{det }}\left({\begin{matrix}{\hat {i}}&{\hat {j}}&{\hat {k}}\\{\frac {\partial }{\partial x}}&{\frac {\partial }{\partial y}}&{\frac {\partial }{\partial z}}\\V_{1}&V_{2}&V_{3}\end{matrix}}\right)}
dove il determinante è formale (cioè sviluppabile con il teorema di Laplace) solo secondo la prima riga, la prima equazione può essere sviluppata come:
{\displaystyle \nabla \times {\vec {V}}=\left({\frac {\partial V_{3}}{\partial y}}-{\frac {\partial V_{2}}{\partial z}},\quad {\frac {\partial V_{1}}{\partial z}}-{\frac {\partial V_{3}}{\partial x}},\quad {\frac {\partial V_{2}}{\partial x}}-{\frac {\partial V_{1}}{\partial y}}\right).}
Il rotore di un campo vettoriale nel piano è dato da
{\displaystyle \nabla \times {\vec {V}}=\left(0,\quad 0,\quad {\frac {\partial V_{2}}{\partial x}}-{\frac {\partial V_{1}}{\partial y}}\right),}
pertanto il campo è irrotazionale se
{\displaystyle {\frac {\partial V_{2}}{\partial x}}={\frac {\partial V_{1}}{\partial y}}.}
Un campo vettoriale che ha la proprietà di essere irrotazionale non è necessariamente conservativo. Infatti la condizione di irrotazionalità è una condizione necessaria ma non sufficiente per la conservatività: bisogna tenere conto anche dell'insieme ove il campo è definito tramite il lemma di Poincaré. Tuttavia un campo irrotazionale definito in un aperto di {\displaystyle \mathbb {R} ^{2}} o di {\displaystyle \mathbb {R} ^{3}} localmente è sempre conservativo perché si può sempre scegliere un intorno abbastanza piccolo da far parte dell'insieme in cui il campo sia conservativo. Questo è vero perché la irrotazionalità, come la conservatività, sono proprietà differenziali e quindi si tratta di vedere per quale approssimazione vale la differenziazione del campo.

## Jacobiana
Un'altra condizione di irrotazionalità è data dalla costruzione della jacobiana del campo vettoriale:
{\displaystyle {\bar {J}}\cdot {\bar {V}}(x,y,z)=\left({\begin{matrix}{\frac {\partial V_{1}}{\partial x}}&{\frac {\partial V_{1}}{\partial y}}&{\frac {\partial V_{1}}{\partial z}}\\{\frac {\partial V_{2}}{\partial x}}&{\frac {\partial V_{2}}{\partial y}}&{\frac {\partial V_{2}}{\partial z}}\\{\frac {\partial V_{3}}{\partial x}}&{\frac {\partial V_{3}}{\partial y}}&{\frac {\partial V_{3}}{\partial z}}\end{matrix}}\right)}
allora la condizione espressa tramite l'irrotazionalità del campo o la definizione qui data di rotore, significa che la jacobiana del campo vettoriale deve essere simmetrica.